# Bunnicula
Bunnicula (en Latinoamérica: Bunnicula, el conejo vampiro) es una serie de televisión animada estadounidense de Warner Bros. Animation desarrollada por Jessica Borutski, producido por Borutski y Maxwell Atoms y distribuido por Warner Bros. Television. Se estrenó en Cartoon Network y Boomerang el 6 de febrero de 2016. Está basado libremente en la serie de libros para niños por James Howe y Deborah Howe. El espectáculo es una comedia de humor negro sobre un conejo vampiro al que le gusta el jugo de zanahoria en lugar de sangre para fortalecer a sus súper habilidades en nuevas aventuras paranormales.
Los nuevos episodios se emiten el mismo día en Cartoon Network y Boomerang, pero la serie se encuentra actualmente en el hiato en ambas redes. El 9 de septiembre de 2016, Cartoon Network y Boomerang renovaron la serie para una segunda temporada programado para salir al aire en 2017.

## Personajes
- 'Bunnicula'  (voz de Chris Kattan):[6] El personaje principal de la serie. Bunnicula es un conejo vampiro, y una vez fue la mascota del conde Drácula. Él se ve muy diferente de la versión original del personaje que aparece en los libros. Como dijo Chester, Bunnicula fue encontrado en una habitación cerrada en el sótano del complejo del apartamento en el que Arthur, Mina, Harold y Chester viven ahora. Además, se muestra que tiene algunos rasgos de vampiro como esconderse de la luz del sol, dormir en un ataúd, volar con alas de murciélago en sus orejas, y extraer jugo de vegetales con sus colmillos. Se ha visto que no puede hablar a excepción de unas pocas palabras (aunque Harold parece entenderle muy bien). Se preocupa mucho por Mina, pero tiende a causar daño que produce consecuencias sobrenaturales. Bunnicula chupa los jugos de verduras para mejorar sus habilidades sobrenaturales (al igual que en el libro), pero diferentes tipos de verduras causan algún tipo de poder en él (la remolacha azucarera le hace hiperactivo y rápido o el nabo puede darle psicoquinesia o telequinesis como ejemplos.). En los libros, no estaba claro si Bunnicula puede o no a pesar de que alguna manera era capaz de entrar y salir de su jaula sin abrir la puerta. También habla inglés muy limitado en raras ocasiones. En el último episodio de la serie llamado "Oh Brother!", se revela que Bunnicula tiene un  hermano menor muy similar a él.

- 'Chester'  (voz de Sean Astin):[6] El Gato siamés mascota de Mina . A menudo se exaspera con Bunnicula y terror a los monstruos y fenómenos sobrenaturales que ocurre a su alrededor y sus amigos. En el fondo de Chester tiene celos de Bunnicula, pero a lo largo de los episodios, Chester sentía preocupación por Bunnicula. En los libros, Chester era un gato excéntrico naranja y las sospechas de los fenómenos ocultos salvajes fueron constantemente con Harold. Como se vio en el episodio "Lágrimas de Cocodrilo", tiene 7 hermanos, pero se desconoce su paradero.
- 'Harold'  (voz de Brian Kimmet):[6] El perro mascota de Mina. Ama a sus amigos Chester y Bunnicula y a su dueña Mina, pero no es la herramienta afilada del grupo y que parece ser una especie de perro de pelo corto y castaño (perro de raza mixta). En los libros, Harold es un personaje reflexivo pesado, obligado a soportar las excentricidades de Chester y el nuevo conejo. Su aparición en el libro también es notablemente diferente, se asemeja a un viejo pastor inglés. Y suele traducir los diálogos de Bunnicula.
- 'Mina Monroe'  (voz de Kari Wahlgren):[6] Una joven adolescente de 13 años y dueña de Harold, Chester y Bunnicula que acaba de mudarse a Nueva Orleans desde América Central con su padre.[6] Se ve en el opening de la serie que ella fue que liberó a Bunnicula de su prisión en el sótano con una llave que le dio a ella su tía Marie como un regalo. La Tía Marie dejó un apartamento a Mina y su padre. La madre de Mina nunca se ve ni se menciona. En los libros, su personaje es equivalente a la de Toby Monroe.

## Reparto
- Chris Kattan - Bunnicula, Dientes de cepillado del hombre, papá de Mina
- Brian Kimmet - Harold, de 20 Gangster, Drácula, Gamer 2, gato masculino 2, TV actor masculino, hombre en Comedor, Oficial de Bacon, Planta, 1 mapache, vegetales zombi
- Sean Astin - Chester, Caged Bird, hombre del ajo, nuez Pete, Oficial de jamón
- Kari Wahlgren - Mina, de 20 Gangster Mujer, novia de Bunnicula, gato fresco, Cliente, Pato 1, 1 gato femenino, el gato femenino 2, 3 gato femenino, señora en flashback, Mujer Actor de televisión
- Ryan Alosio - Mal de ratón 80
- Eric Bauza - Gamer 1, 3, Gamer Parches
- Susanne Blakeslee - pose de Madame
- Yvette Nicole Brown - Sra Varney
- Arif S. Kinchen - pato 2, 2 mapache, Ted
- Grey Griffin - señora en la televisión, la señora Polodouri
- Brad Grusnick - Cucaracha, Mumkey, Spiderlamb
- Kate Higgins - Becky, la abuela, la madre
- Richard Steven Horvitz - Lugosi, Indigno Hombre Mago del gato
- Lara Jill Miller - 'Lil Capone
- Monie Lun - Marsha
- Sumalee Montano - mullido
- Daran Norris - Agujero de la Indigno
- Jim Pirri - Grimbyte
- Stephen Stanton - Knight Owl
- Audrey Wasilewski - Cassandra

## Temporadas
| Temporada | Temporada | Episodios | Estados Unidos          | Estados Unidos          | Latinoamérica           | Latinoamérica           | España              | España             |
| Temporada | Temporada | Episodios | Comienzo                | Final                   | Comienzo                | Final                   | Comienzo            | Final              |
| --------- | --------- | --------- | ----------------------- | ----------------------- | ----------------------- | ----------------------- | ------------------- | ------------------ |
|           | 1         | 40        | 6 de febrero de 2016    | 21 de diciembre de 2017 | 6 de mayo de 2016       | 23 de diciembre de 2016 | 25 de junio de 2018 | 6 de julio de 2018 |
|           | 2         | 40        | 21 de diciembre de 2017 | 29 de noviembre de 2018 | 4 de septiembre de 2017 | 19 de febrero de 2019   | —                   | —                  |
|           | 3         | 24        | 1 de diciembre de 2018  | 30 de diciembre de 2018 | 5 de marzo de 2019      | 25 de diciembre de 2019 | TBA                 | TBA                |

## Internacional
En Canadá, la serie comenzó a transmitirse en Teletoon el 2 de abril de 2016. La serie se estrenó en Boomerang el 2 de mayo de 2016 en el Reino Unido e Irlanda. También se emite desde el mismo canal en Latinoamérica.